# Killerbande von Brabant

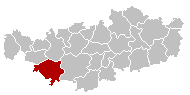
Nivelles in der Provinz Wallonisch-Brabant

Die Killerbande von Brabant (niederländisch Bende van Nijvel, französisch Les Tueurs du Brabant) wird für eine Serie von Raubüberfällen, die sich zwischen 1982 und 1985 überwiegend in der belgischen Provinz Brabant ereigneten und 28 Todesopfer und über 20 Verletzte forderten, verantwortlich gemacht. Die Stadt Nivelles in der Provinz Wallonisch-Brabant galt als geographisches Zentrum dieser Verbrechen. Sie gelten, neben dem Fall Dutroux, als die aufsehenerregendsten der belgischen Nachkriegszeit.
Die Gruppe führte die bewaffneten Überfälle auf Restaurants, Juweliere, Einzelhändler, Supermärkte und ein Waffendepot mit beinahe militärischer Präzision aus. Bei ihren Raubüberfällen gingen die Täter mit größter Rücksichtslosigkeit und Kaltblütigkeit vor und erschossen dabei jeweils wahllos auch unbeteiligte Passanten oder Kunden, darunter bei dem letzten großen Überfall in Aalst 1985 auch ein neunjähriges Kind, das in einem Auto außerhalb des Supermarkts wartete. Die bei den Morden verwendeten Tatwaffen waren teilweise aus einem Waffendepot der Polizei gestohlen worden.
Die Serie von Gewalttaten versetzte für einige Jahre ganz Belgien in Unruhe. Die Täter trugen Masken und sind bis heute nicht identifiziert. Ebenso kann über ihre Motive nur spekuliert werden. Es gibt zahlreiche Theorien dazu, und immer wieder berichten die belgischen Medien von Waffenfunden, neuen Spuren oder (vermeintlichen) Zeugen.

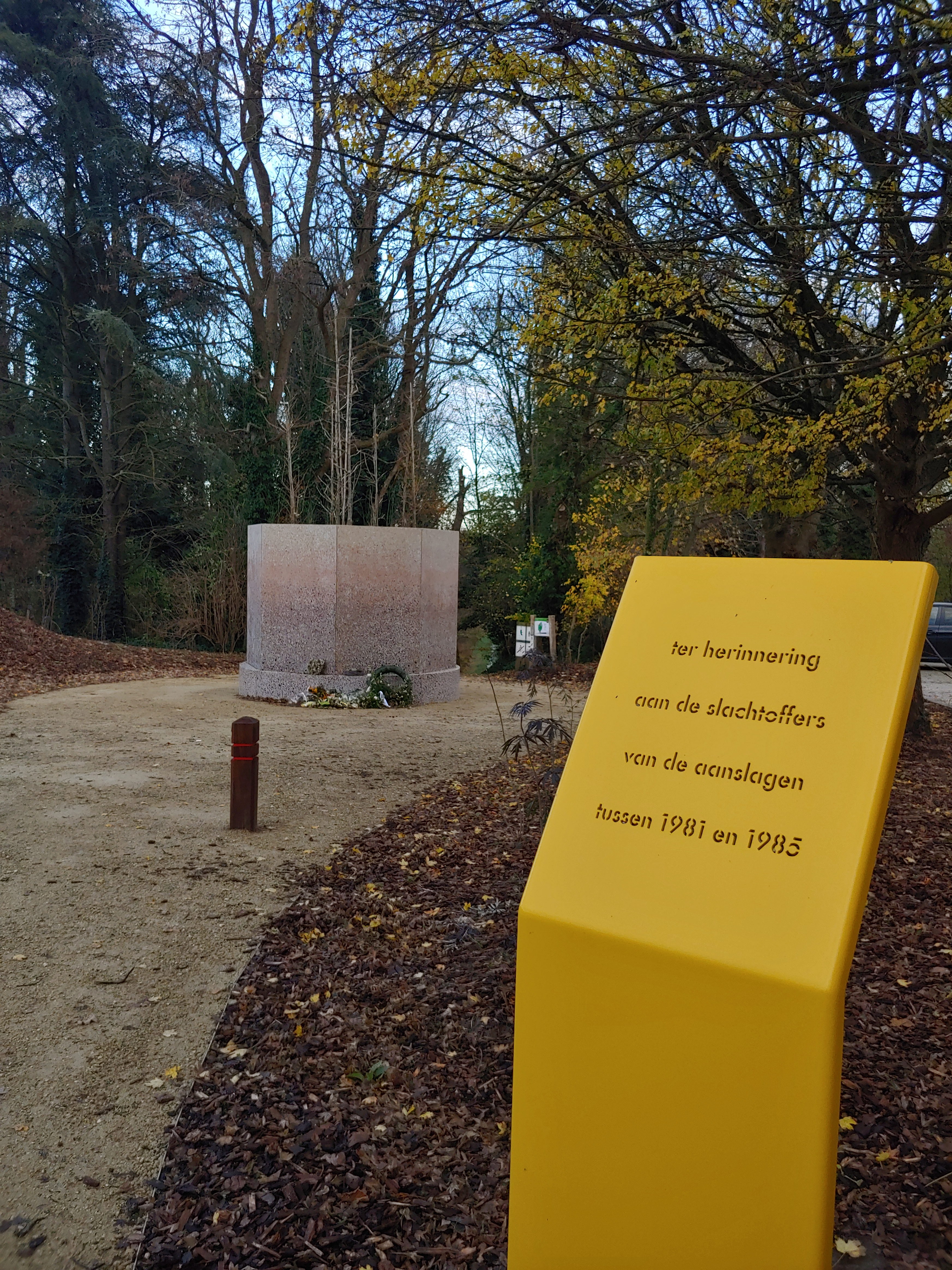
„zum Gedenken an die Opfer der Anschläge zwischen 1981 und 1985“. Monument in Aalst für die Opfer von de Bende van Nijvel.

Nach Aussagen von Augenzeugen bestand die Killerbande von Brabant aus drei Haupttätern, die in verschiedenen Konstellationen bei jeder Tat als Anführer auftraten, und einer größeren Anzahl wechselnder weiterer Täter. Die drei Anführer waren der Riese (« le Géant », de reus – so genannt wegen seiner Körpergröße), der Killer (« le Tueur », de killer – dieser tötete 23 von insgesamt 28 Opfern) und der wegen seines höheren Alters so genannte alte Mann (« le Vieux », de oudere man).

## Mögliche Motive
Die ungewöhnliche Professionalität und Brutalität bei der Ausführung der Verbrechen führte dazu, dass sich in der belgischen Öffentlichkeit mehrere Theorien über die Hintergründe der Taten verbreiteten. Diese sind zwar mittlerweile größtenteils widerlegt, tauchen jedoch regelmäßig in der öffentlichen Diskussion wieder auf.

### Verschwörungstheorien
Die Mordserie von Brabant wurde wiederholt mit einer Verschwörung innerhalb der belgischen Stay-behind-Organisation SDRA8 in Verbindung gebracht. Diese agierte getarnt innerhalb des militärischen Nachrichtendienstes Algemene Dienst Inlichting en Veiligheid (ADIV), der belgischen Gendarmerie SDRA6 und in Zusammenarbeit mit dem US-amerikanischen Nachrichtendienst Defense Intelligence Agency (DIA).
Eine Untersuchung des belgischen Parlaments fand keine stichhaltigen Beweise, dass Gladio involviert war oder dass kriminelle Gruppierungen das Stay-Behind-Netzwerk infiltriert hatten. Die diesbezüglichen Ermittlungen der Untersuchungskommission wurden von den Leitern mehrerer belgischer Geheimdienste massiv behindert, die sich weigerten, Namenslisten der SDRA8 an die Untersuchungskommission zu übergeben, womit sie rechtswidrig ausdrückliche Anweisungen des belgischen Verteidigungsministers und des Justizministers missachteten.

### Rosa Ballette
Eine weitere Theorie beruht auf den sogenannten Rosa Balletten (niederländisch Roze Balletten; französisch les ballets roses; auch DOSSIER PINON). Der Begriff umschreibt angebliche Sexpartys, bei denen es wiederholt zu Sexualverkehr zwischen minderjährigen Jungen und Mädchen sowie mehreren bekannten Mitgliedern der belgischen High Society gekommen sein soll. Daran sollen Adlige, hohe Beamte, Politiker, Minister, Industrielle und Polizeibeamte teilgenommen haben.
Der Grundstücksmagnat Jacques Fourez und seine Sekretärin Elise Dewit, die beide am 17. September 1983 durch die Killerbande ermordet wurden, sollen zentrale Figuren dieser Pink Ballets gewesen sein und sollen dieser Ansicht nach geheime Videoaufnahmen dieser Partys besessen haben. Die Brabant-Morde an Jacques van Camp (2. Oktober 1983) und Léon Finné (27. September 1985) sowie die Ermordung von Constantin Angelou wurden ebenfalls wiederholt mit derartigen Veranstaltungen in Verbindung gebracht.

### Organisierte Kriminalität
Diese Theorie stand in Verbindung zum illegalen Waffenhandel, der in den achtziger Jahren ein Betätigungsfeld der Mafia war. Der von der Killerbande in Overijse ermordete Bankier Léon Finné war aufgrund seiner Verwicklungen in derartige Geschäfte eine Schlüsselfigur für solche Spekulationen.

## Straftaten
| Datum      | Ort             | Ziel                                                                                        | Opfer                 |
| ---------- | --------------- | ------------------------------------------------------------------------------------------- | --------------------- |
| 14.8.1982  | Maubeuge        | Angriff auf Lebensmittelgeschäft                                                            | 1 Verletzter          |
| 30.9.1982  | Wavre           | Angriff auf Waffengeschäft                                                                  | 1 Toter, 3 Verletzte  |
| 30.9.1982  | Hoeilaart       | Schüsse auf Mitglieder der Brigade de Surveillance & de Recherche der belgischen Rijkswacht | 2 Verletzte           |
| 23.12.1982 | Brüssel         | Angriff auf das Hotel Chevaliers                                                            | 1 Toter               |
| 9.1.1983   | Mons            | Angriff auf einen Taxifahrer                                                                | 1 Toter               |
| 25.2.1983  | Uccle           | Angriff auf einen Supermarkt (Delhaize)                                                     | 1 Verletzter          |
| 3.3.1983   | Halle           | Angriff auf Lebensmittelgeschäft (Colruyt)                                                  | 1 Toter, 1 Verletzter |
| 10.9.1983  | Temse           | Angriff auf Textilgeschäft                                                                  | 1 Toter, 1 Verletzter |
| 17.9.1983  | Nivelles        | Angriff auf Lebensmittelgeschäft (Colruyt)                                                  | 3 Tote, 1 Verletzter  |
| 17.9.1983  | Braine-l’Alleud | Feuergefecht mit der Polizei                                                                | 1 Verletzter          |
| 2.10.1983  | Ohain           | Angriff auf ein Restaurant                                                                  | 1 Toter               |
| 7.10.1983  | Beersel         | Angriff auf einen Supermarkt (Delhaize)                                                     | 1 Toter, 3 Verletzte  |
| 1.12.1983  | Anderlues       | Angriff auf ein Juweliergeschäft                                                            | 2 Tote                |
| 27.9.1985  | Braine-l’Alleud | Angriff auf einen Supermarkt (Delhaize)                                                     | 3 Tote, 2 Verletzte   |
| 27.9.1985  | Overijse        | Angriff auf einen Supermarkt (Delhaize)                                                     | 5 Tote, 1 Verletzter  |
| 9.11.1985  | Aalst           | Angriff auf einen Supermarkt (Delhaize)                                                     | 8 Tote, 9 Verletzte   |
|            |                 | Gesamt                                                                                      | 28 Tote, 26 Verletzte |

Die Ermittler vermuten, dass die Überfälle deshalb plötzlich aufhörten, da der Killer nach dem Überfall in Aalst am 9. November 1985 von der Polizei angeschossen worden sei und dies nicht überlebt haben könnte. Wegen dieser These machte die Polizei noch zwanzig Jahre nach den Geschehnissen Ausgrabungen im Wald von Braine-le-Comte.
Eine Kommission, die bereits 1983 Nachforschungen über die Vorfälle aufnahm und diese nach drei Monaten einstellte, wurde 1985 erneut beauftragt, die Fälle aufzuklären.
Das mutmaßliche Bandenmitglied Bruno Vandeuren wurde kurz vor seiner Vernehmung erschossen.

## Entwicklungen seit 2004
Die Polizei nahm die Ermittlungen 2004 erneut auf, nachdem in dem Wald Bois de la Houssière Waffen, Edelsteine und Kleidungsstücke gefunden worden waren. Es handelte sich um denselben Wald, in dem die drei Hauptverdächtigen 1985 zum letzten Mal gesehen worden waren.
Nach einem anonymen Hinweis durchsuchten im Jahr 2005 die Ermittler erfolglos dasselbe Waldstück in der Annahme, dort den verscharrten Leichnam eines der drei Anführer zu finden.
Im Januar 2012 beantragte Eddy Vos, der wichtigste Ermittler, einen Wechsel zu einem anderen Dienst. Kurz darauf organisierte die Polizei 21 Hausdurchsuchungen; es wurde niemand verhaftet.
Im Mai 2013 erstattete Eddy Vos eine Anzeige gegen Unbekannt wegen Todesdrohungen; die Polizei nahm die Anzeige ernst.
Im Juli 2013 diskutierte die Justizkommission der Abgeordnetenkammer die Ermittlungen. Nach belgischem Recht  wären die Verbrechen am 10. November 2015 verjährt und eine weitere Strafverfolgung wäre nicht mehr möglich gewesen. Das belgische Parlament verlängerte die Verjährungsfrist daraufhin bis zum Jahr 2025.
Am 21. Oktober 2017 häuften sich die Meldungen, dass der Anführer der Bande, der Riese, enttarnt sei. Der Bruder des ehemaligen und mittlerweile verstorbenen Polizisten Christiaan B. aus Aalst sagte in einem Interview, dass dieser ihm auf dem Sterbebett gestanden habe, Mitglied der Bande gewesen zu sein. Weitere Zeugenberichte decken sich mit dieser Aussage. So gleicht der Polizist Christiaan B. einem in den 1990er-Jahren verbreiteten Phantombild. Auch soll er in der zweiten Welle der Bandenaktivitäten fast immer freigehabt haben, wenn die Bande ihre Taten verübte – ferner soll er (zumindest zeitweise) gehumpelt haben. Dieser Bericht wird von vielen Experten und Medien als glaubwürdig eingestuft. Auch Politik und Justiz haben den Fall wieder verstärkt auf ihre Agenda gesetzt und trieben die Untersuchungen voran. Im April 2018 schlossen die Ermittler ihre Untersuchungen ab und kamen zu dem Schluss, dass Christiaan B. nicht der Riese sei.
Im Januar 2020 wurde eine DNA-Analyse für mehrere hundert verdächtige Personen angeordnet, um diese mit an Tatorten gefundenen Spuren zu vergleichen. Am 17. Juni 2020 veröffentlichte die belgische Polizei ein Foto aus dem Jahr 1982, das einen unbekannten Mann mit einem Gewehr in einem Wald zeigte. Das Foto und die darauf abgebildete Person wurden von der Polizei als „entscheidende Spur“ in dem Kriminalfall bezeichnet.
Im September 2023 gab der pensionierte ehemalige Ermittler Eddy Vos ein Interview. Die erste Welle von 1982 und 1983 habe aus gewöhnlicher Kriminalität bestanden, danach sei ein Element von „Terror und Provokation“ mitsamt schwerer Gewalt hinzugekommen. Die Motive der Täter seien komplex gewesen und hätten sich entwickelt. Die Täter seien geschickt darin gewesen, durch das Legen und Beseitigen von Spuren die Behörden zu täuschen. Dazu hätten sie geschickt, mit Blick auf Zuständigkeiten, auch die Sprachgrenze überschritten. Vos glaubt nicht mehr daran, dass die Täter gefunden werden. Jedenfalls solle man nicht davon ausgehen, dass es ein „Großes Komplott“ von „Hunderten Amtsträgern, Ermittlern und Experten“ gegeben habe, dem es jahrzehntelang gelungen sei, „die Wahrheit zu verbergen“.

## Einstellung der Ermittlungen 2024 und Wiederaufnahme 2025
Bis zum Jahr 2024 wurden durch die Ermittlungsbehörden insgesamt mehr als 1.800 Zeugenhinweise ausgewertet, rund 600 DNA-Proben analysiert, mehr als 2.700 Fingerabdrücke verglichen und sogar 40 Leichen exhumiert, ohne dass entscheidende neue Informationen gewonnen werden konnten. Am 28. Juni 2024 informierte der belgische Generalstaatsanwalt die Überlebenden und die Angehörigen der Opfer der Verbrechen über den letzten Stand der Ermittlungen und erklärte die Schließung der Akte, d. h. das Ende der Ermittlungen.
Im Januar 2025 war der Anwalt der Opferfamilien mit einem Antrag auf Wiederaufnahme der Ermittlungen erfolgreich. In seinem Antrag argumentierte er, dass die Ermittlungsbehörden einem in den Untersuchungsakten befindlichen Notizbuch, in dem zwei damals sieben und neun Jahre alte Jungen in der Nähe des Tatorts Aalst die Kennzeichen zweier mit hoher Geschwindigkeit vorbeifahrender Autos notiert hatten, nicht hinreichend Beachtung geschenkt hatten.
Im April 2025 wurden Ermittlungen eingeleitet zur Klärung der Frage, ob zwei mittlerweile verstorbene Gangster-Brüder aus Nordfrankreich, Xavier und Thierry Sliman, die Täter sein könnten. Viele Taten hatten sich entlang der N5, der Schnellstraße nach Charleville-Mézières – der französischen Heimatstadt der Brüder –, ereignet. Thierry Sliman saß von Ende 1983 bis Mitte 1985 im Gefängnis und in dieser Zeit verübte die Bande keine Taten. Im November 1985 wurde er erneut verhaftet und die Verbrechen der Bande hörten endgültig auf.